# Kompassi
Kompassi est un quartier du district de Kesklinn à Tallinn en Estonie.

## Description
La superficie de Kompassi est de 0,16 km2.
En 2019, Kompassi compte 1 894 habitants.
Ses quartiers limitrophes sont  Sadama, Südalinn, Maakri, Torupilli et Raua.
Les rues du quartier sont: Gonsiori tänav, Kivisilla tänav, Ants Laikmaa tänav, Maakri tänav, Maneeži tänav, Narva maantee, Pronksi tänav, Raua tänav, Rävala puiestee, Villem Reimani tänav, Tartu maantee, Eduard Viiralti tänav.

## Population
| 2008  | 2010  | 2011  | 2012  | 2013  | 2014  |
| ----- | ----- | ----- | ----- | ----- | ----- |
| 2 014 | 2 018 | 2 030 | 1 961 | 1 962 | 2 066 |

| 2015  | 2016  | 2017  | 2018  | 2019  | 2020  |
| ----- | ----- | ----- | ----- | ----- | ----- |
| 2 126 | 2 161 | 1 982 | 2 001 | 1 894 | 2 164 |

| 2021  | 2022  | - | - | - | - |
| ----- | ----- | - | - | - | - |
| 2 165 | 2 181 | - | - | - | - |

## Transports
Les lignes de bus n°2, 3, 9, 11, 20, 31, 42, 46, 55, 60, 63 traversent le quartier.

## Lieux et monuments
- Maneeži tn 2-4 - Bâtiment des Archives nationales d'Estonie (et) ;
- A. Laikmaa tn 5 - Tallink City Hotel[10] ;
- Raua tn 2 - Musée estonien des sapeurs-pompiers[11] ;
- Gonsiori tn 3 - Clinique de l'Université de Tartu ;
- Tartu mnt 2 - Bureau de la banque LHV Pank[12] ;
- Narva mnt 10 - Café historique « Narva » ;
- V. Reimani tn 9 - Fleuriste « Kannike »[13].

## Galerie

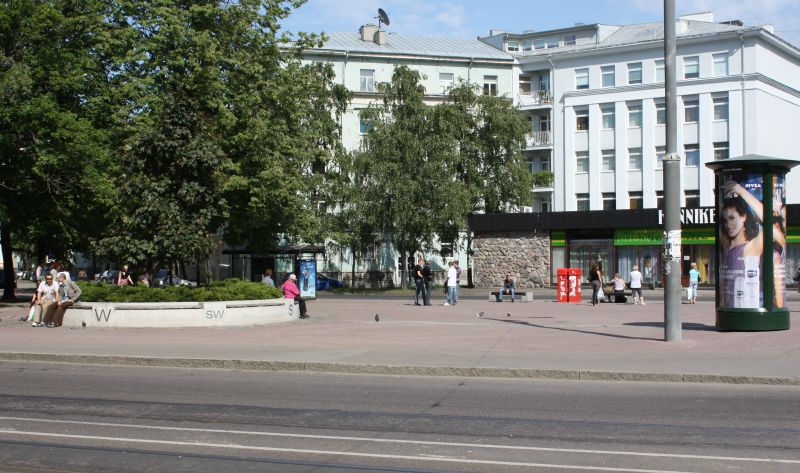
Place Kompassi
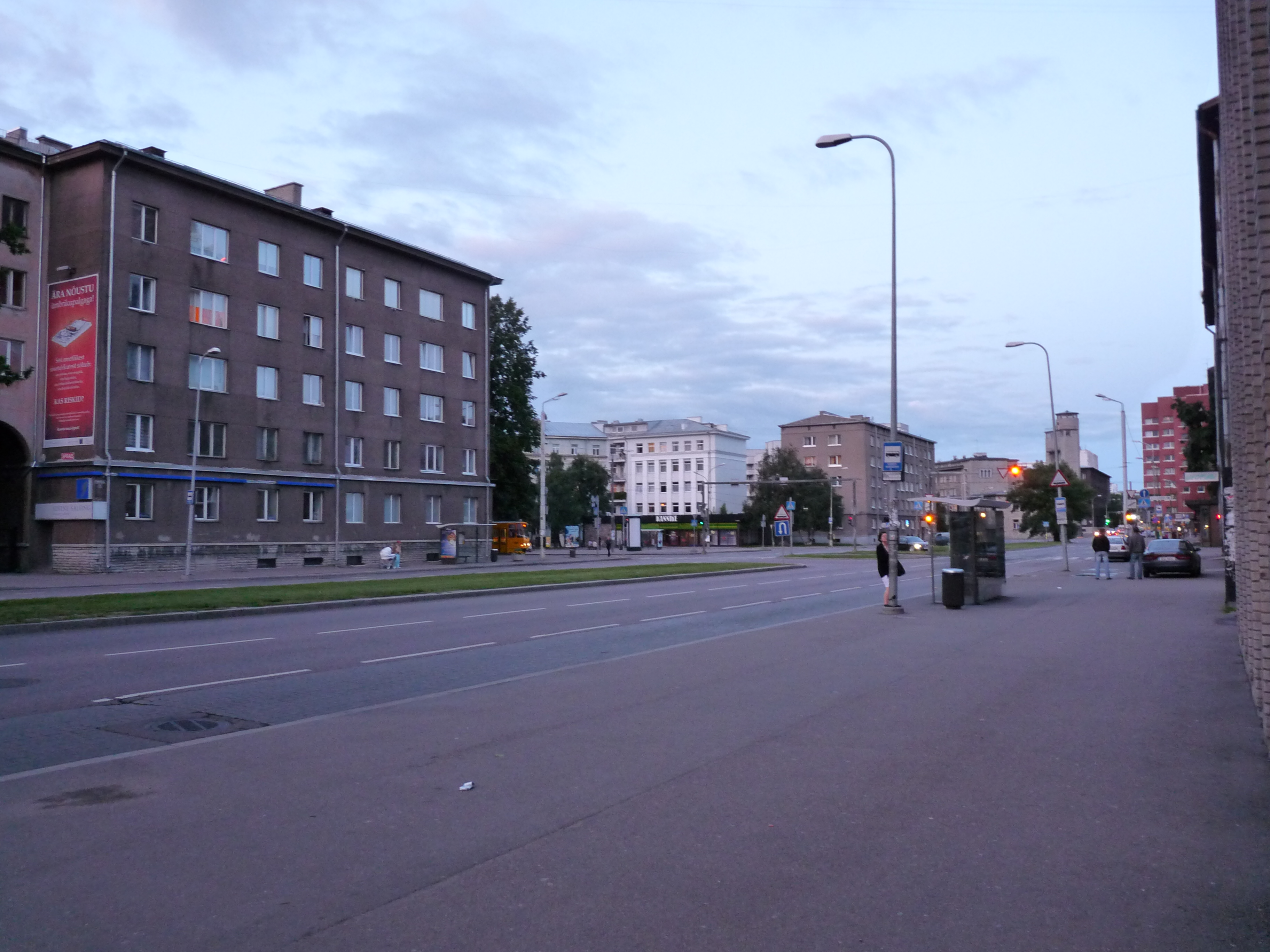
Rue Gonsiori tänav.
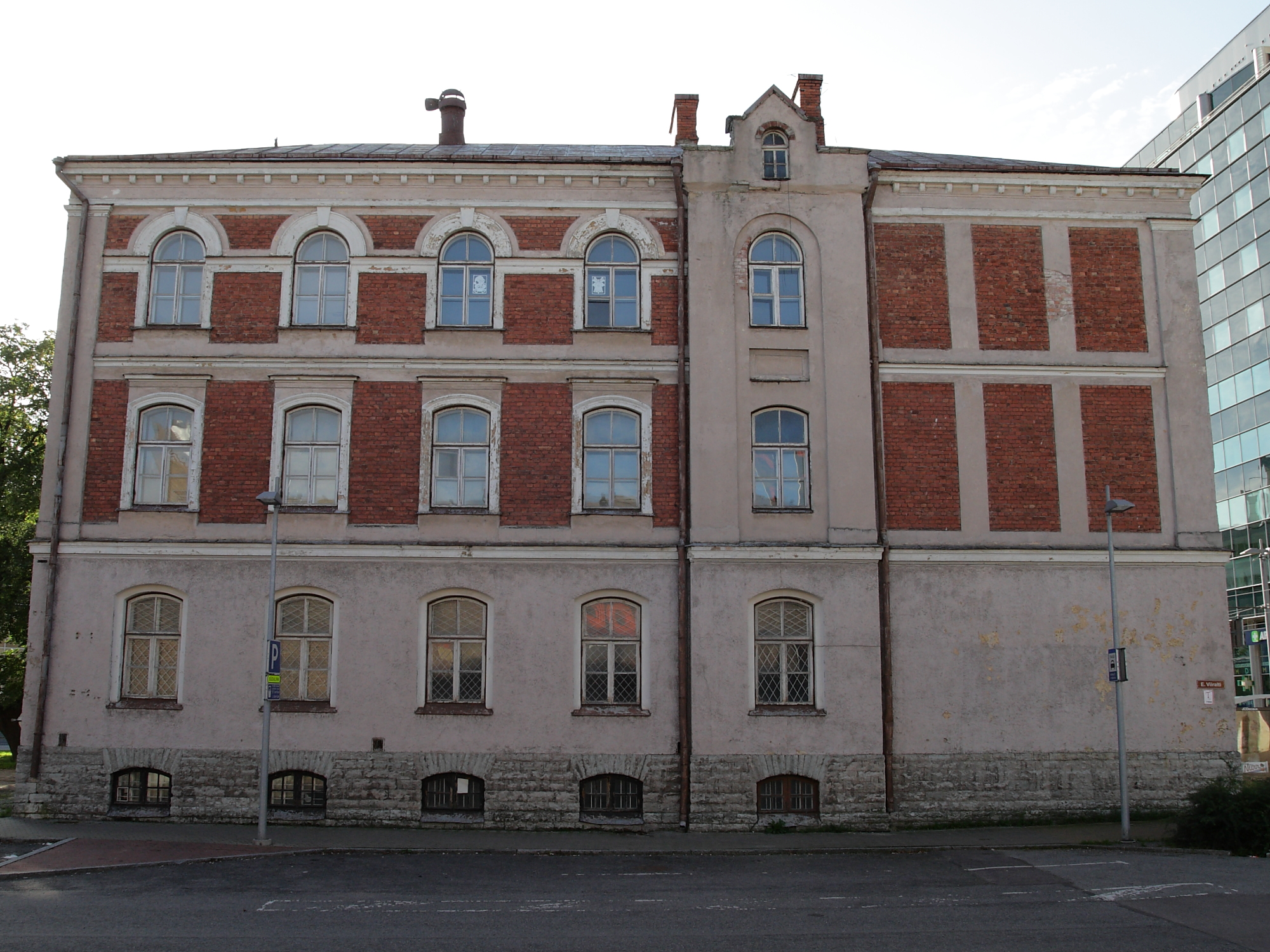
Êcole, 23 rue Tartu mnt
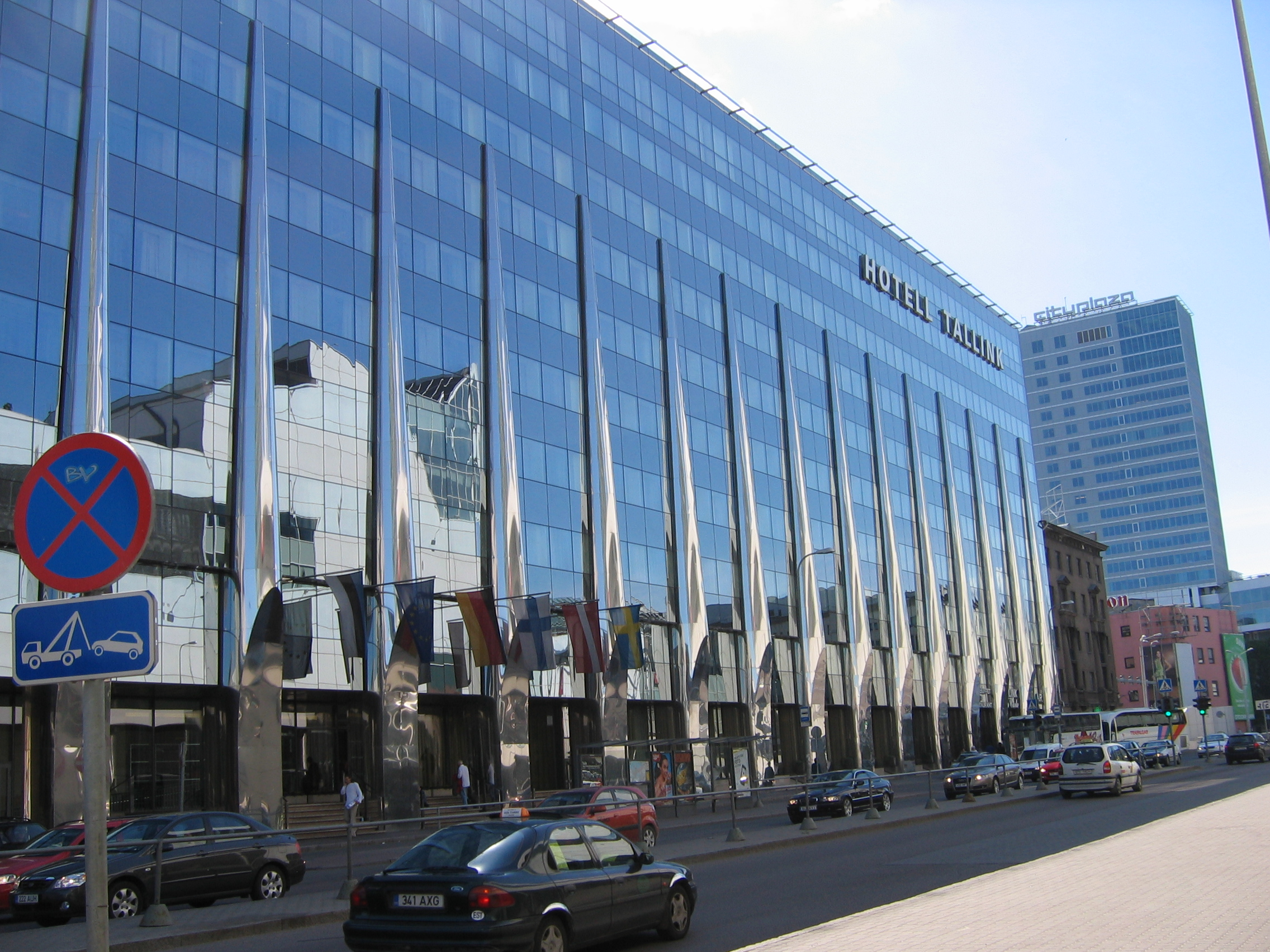
Tallink City Hotel.

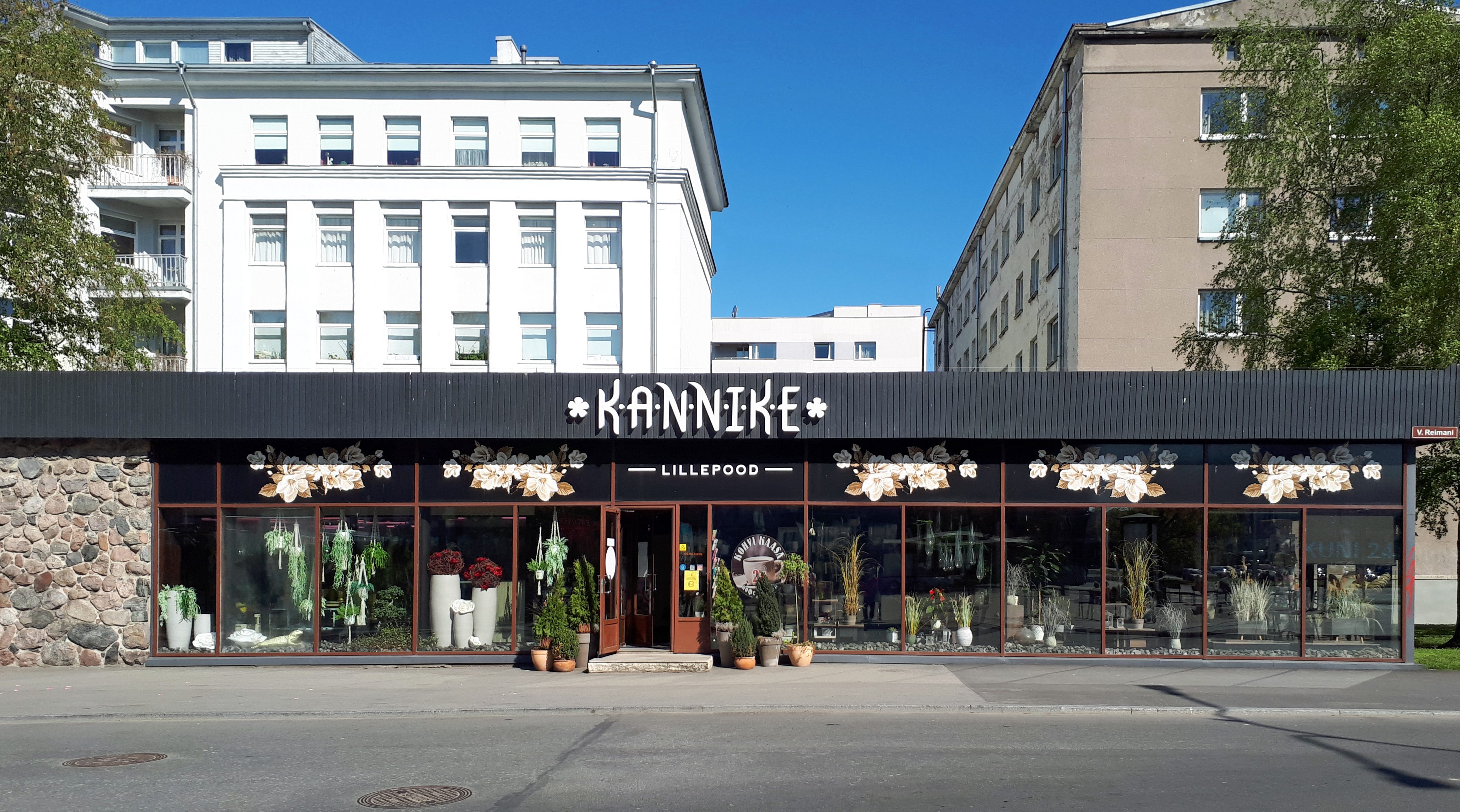
fleuriste Kannike
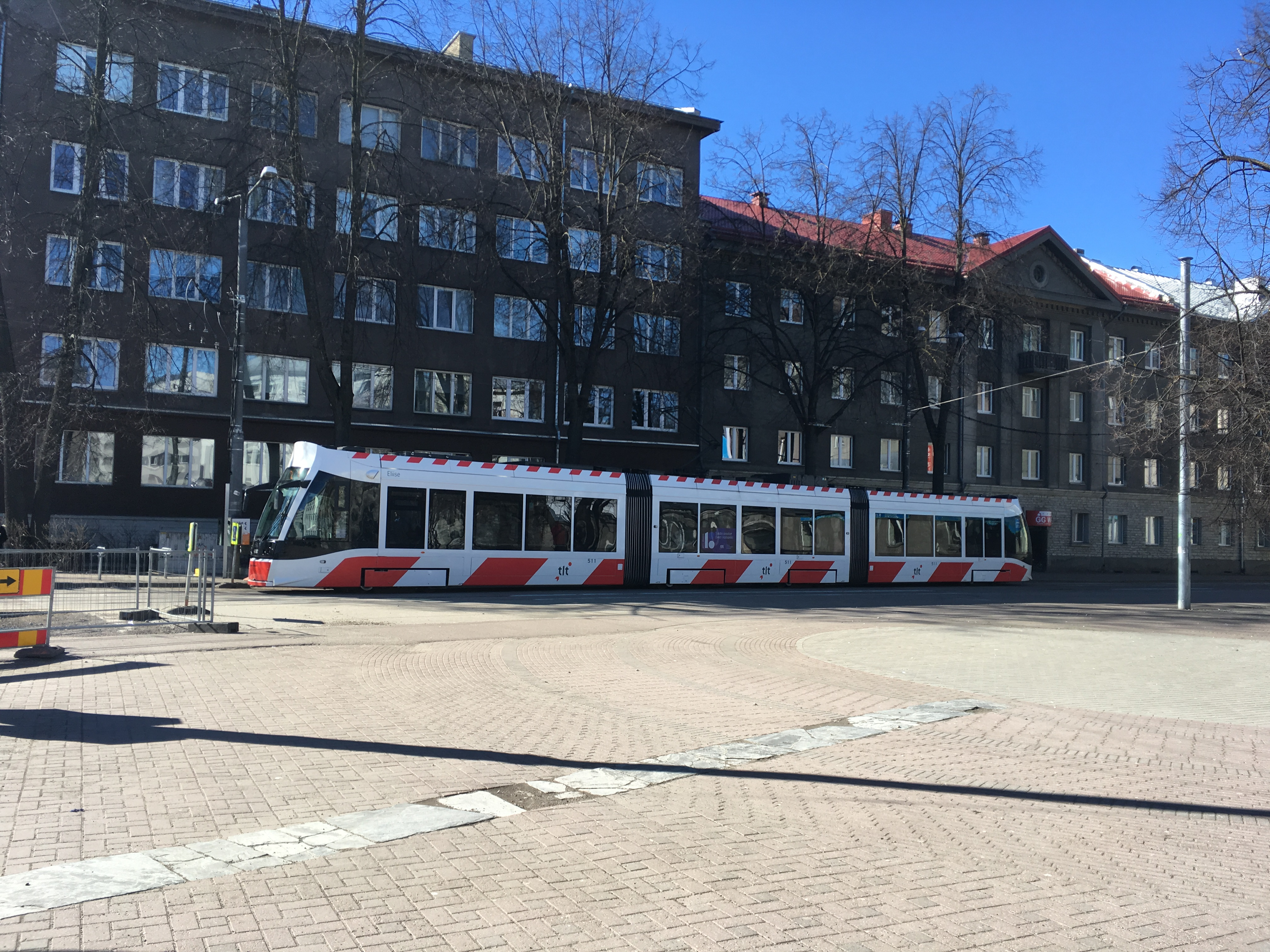
Maneeži tänav.
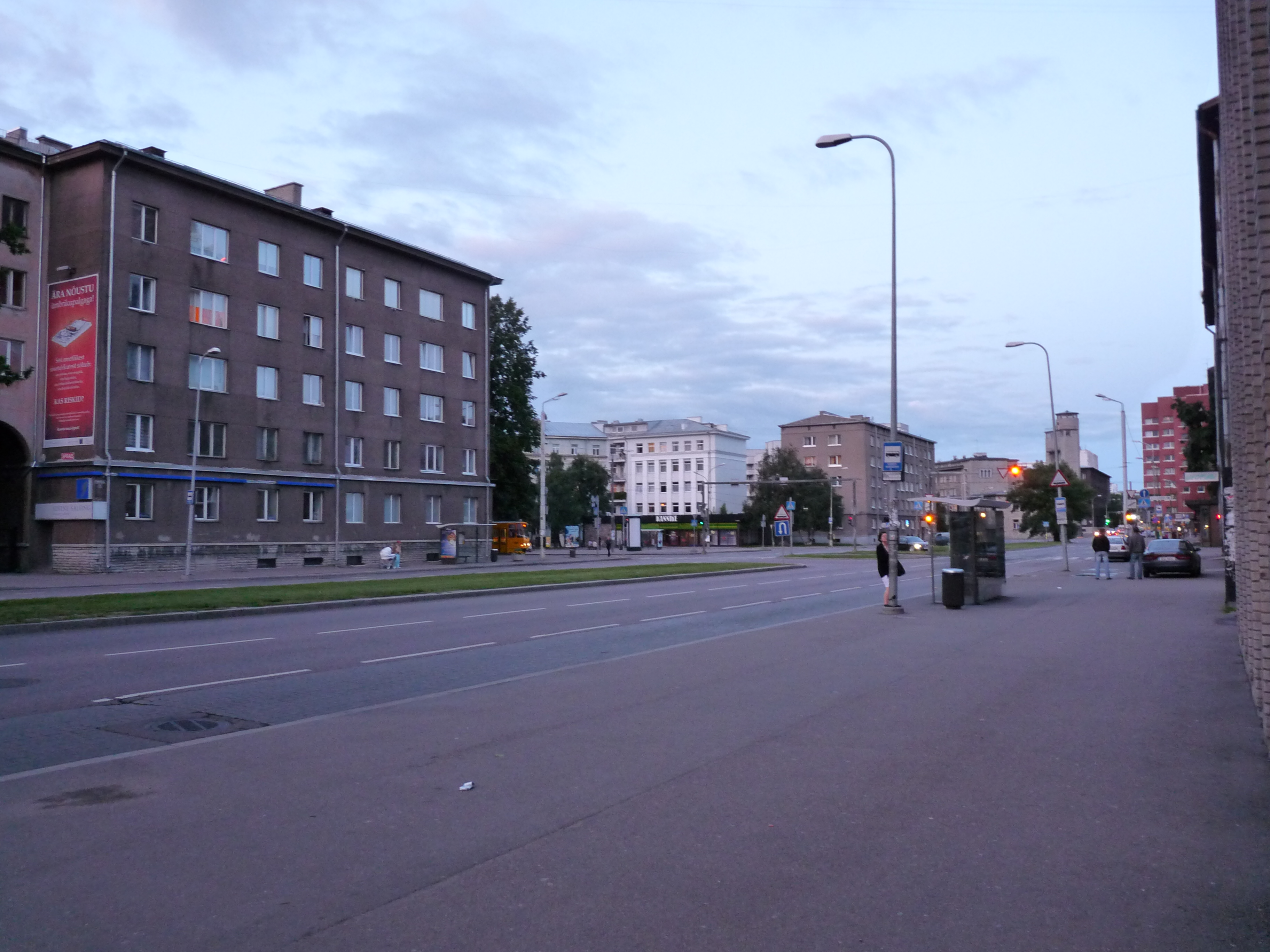
Gonsiori tänav.
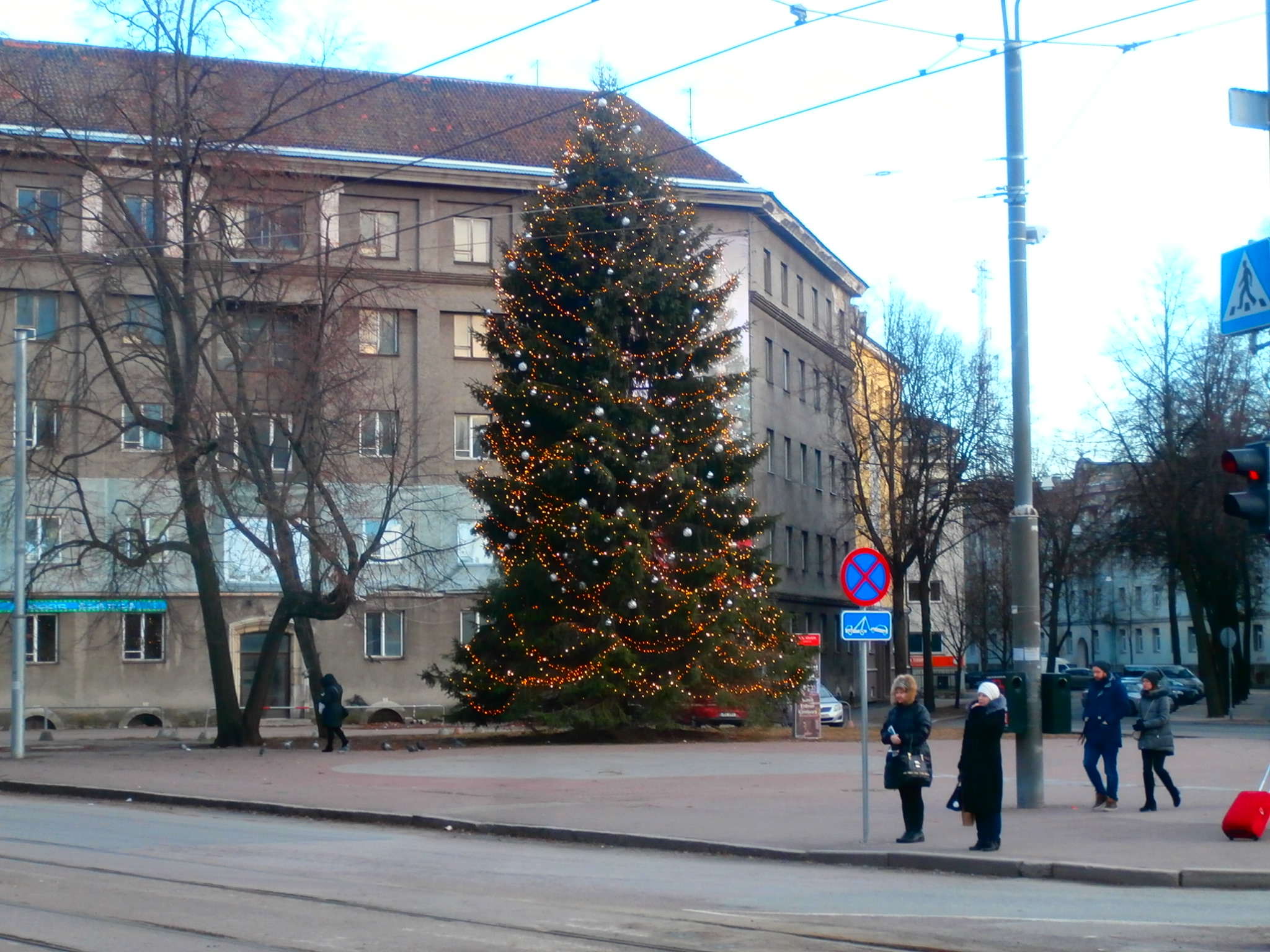
Place Kompassi en décembre 2016.

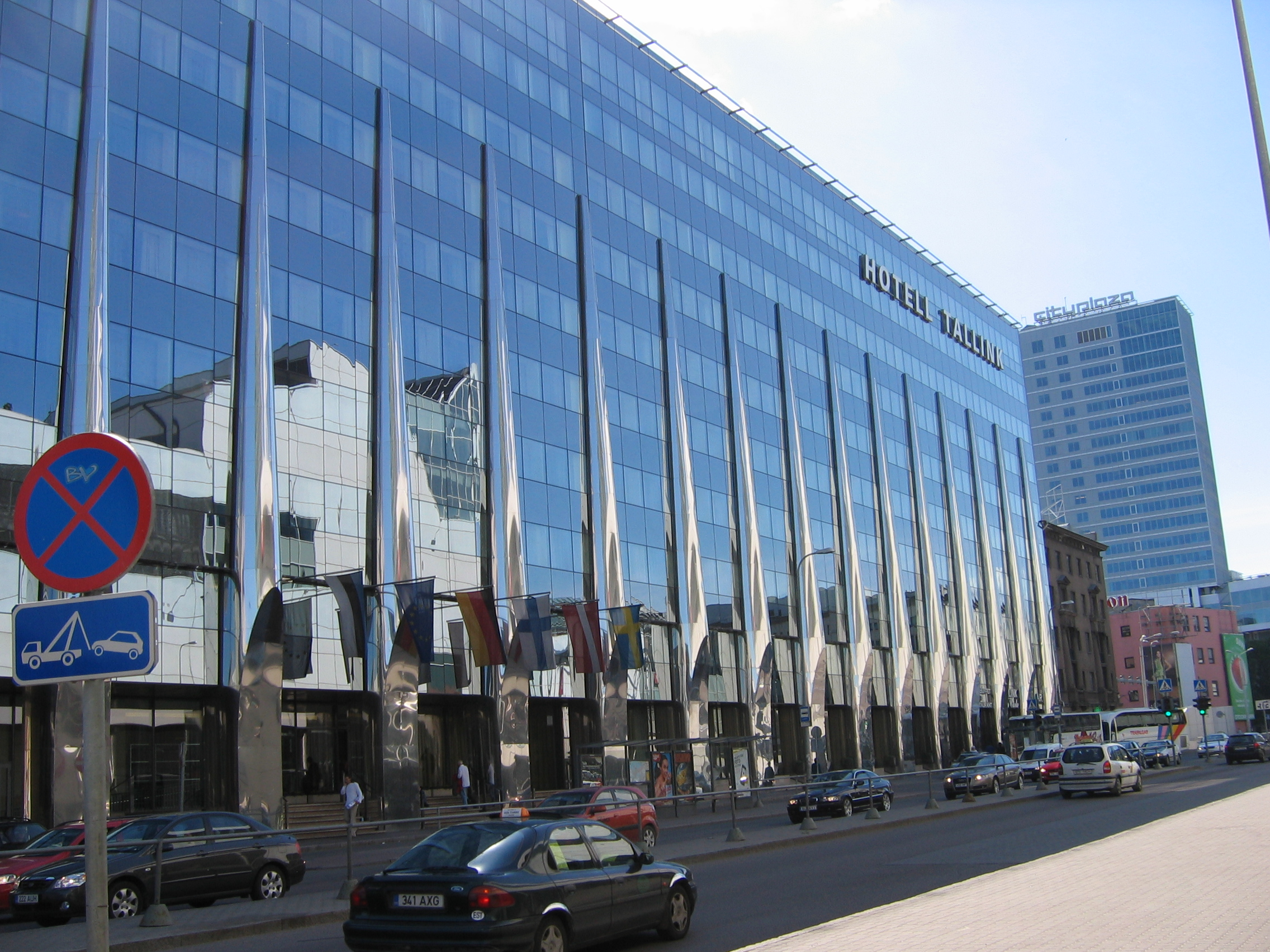
Hôtel Tallink City.
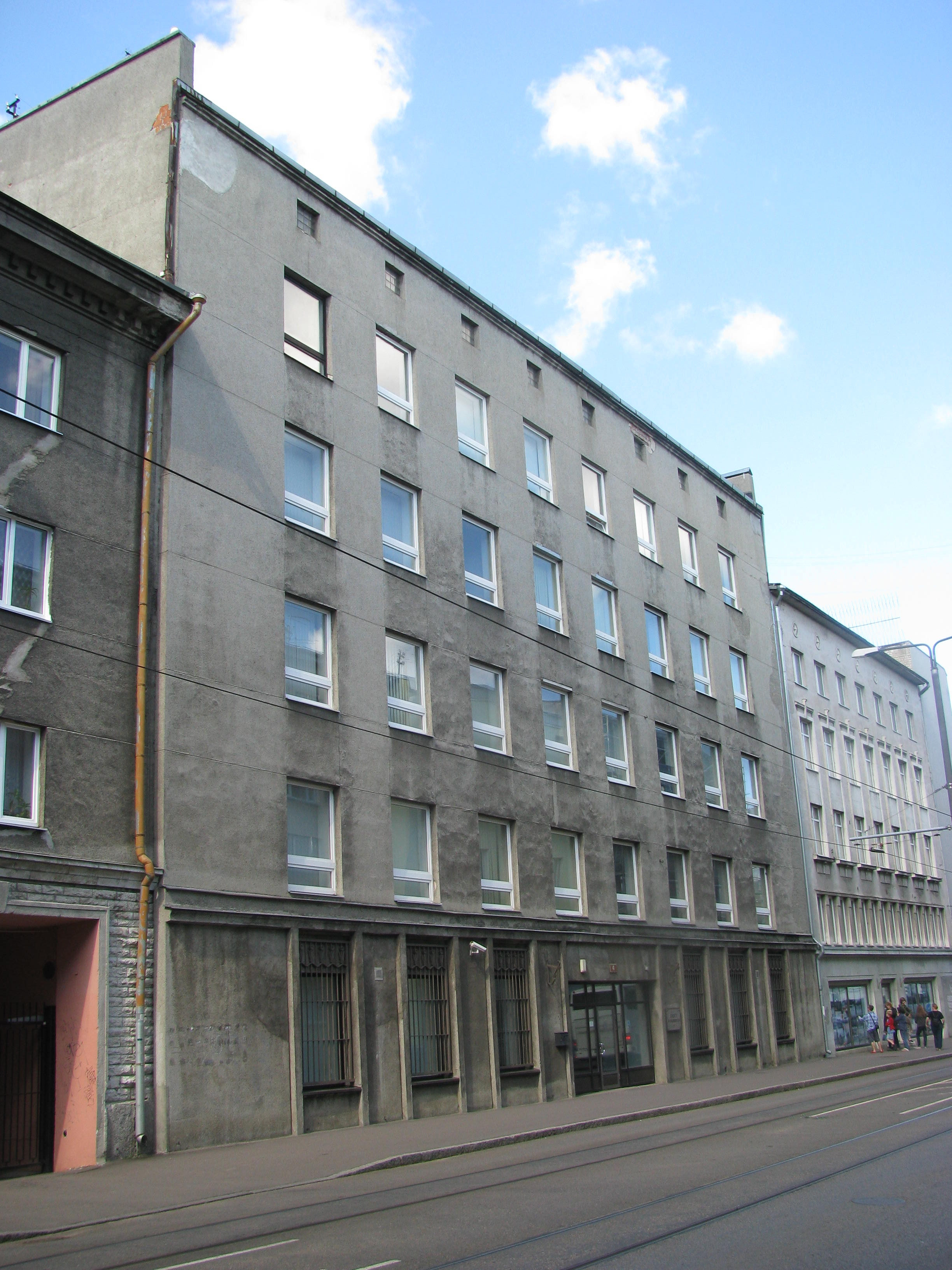
Archives nationales.
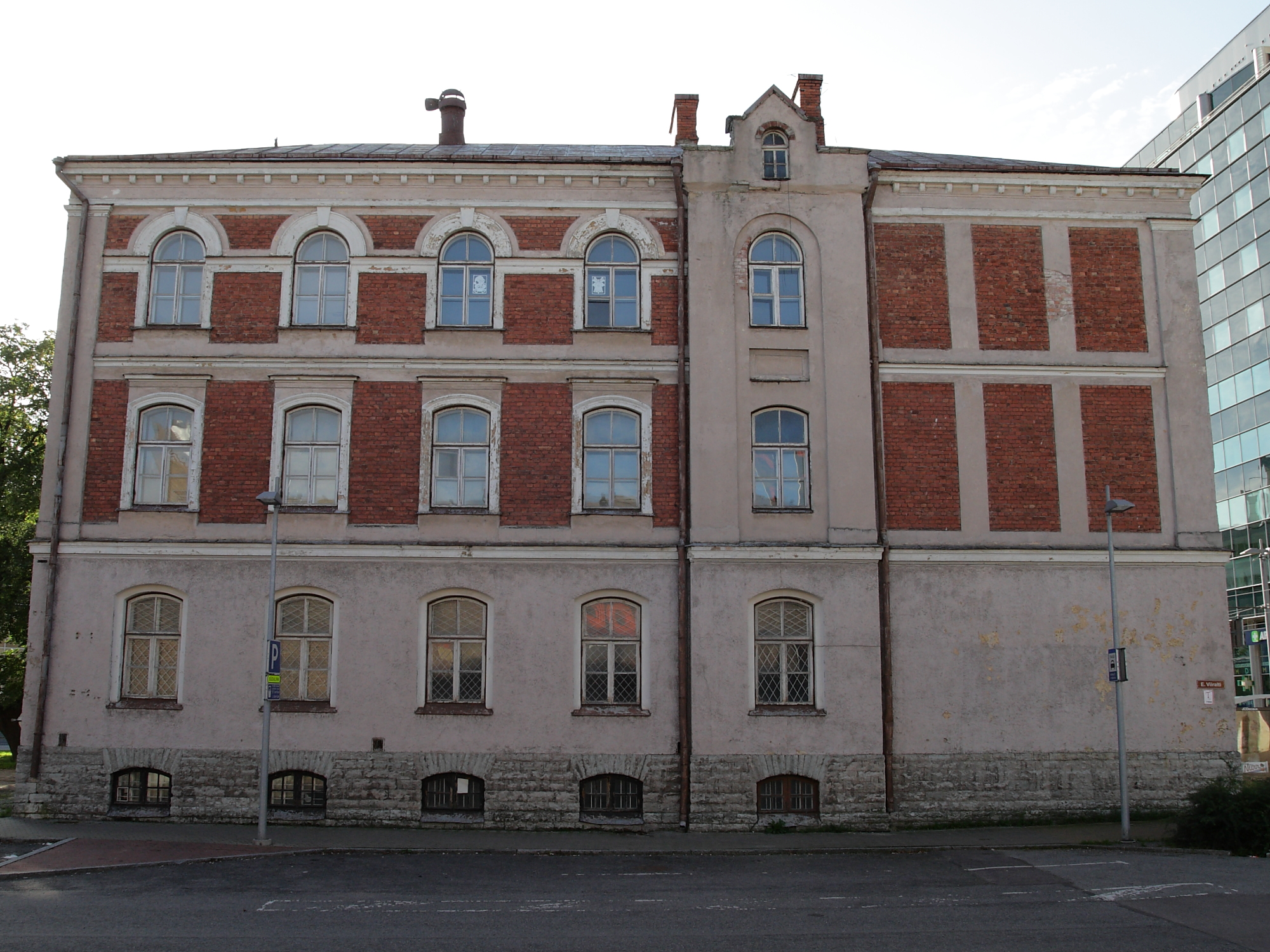
Ancienne école (monument culturel).
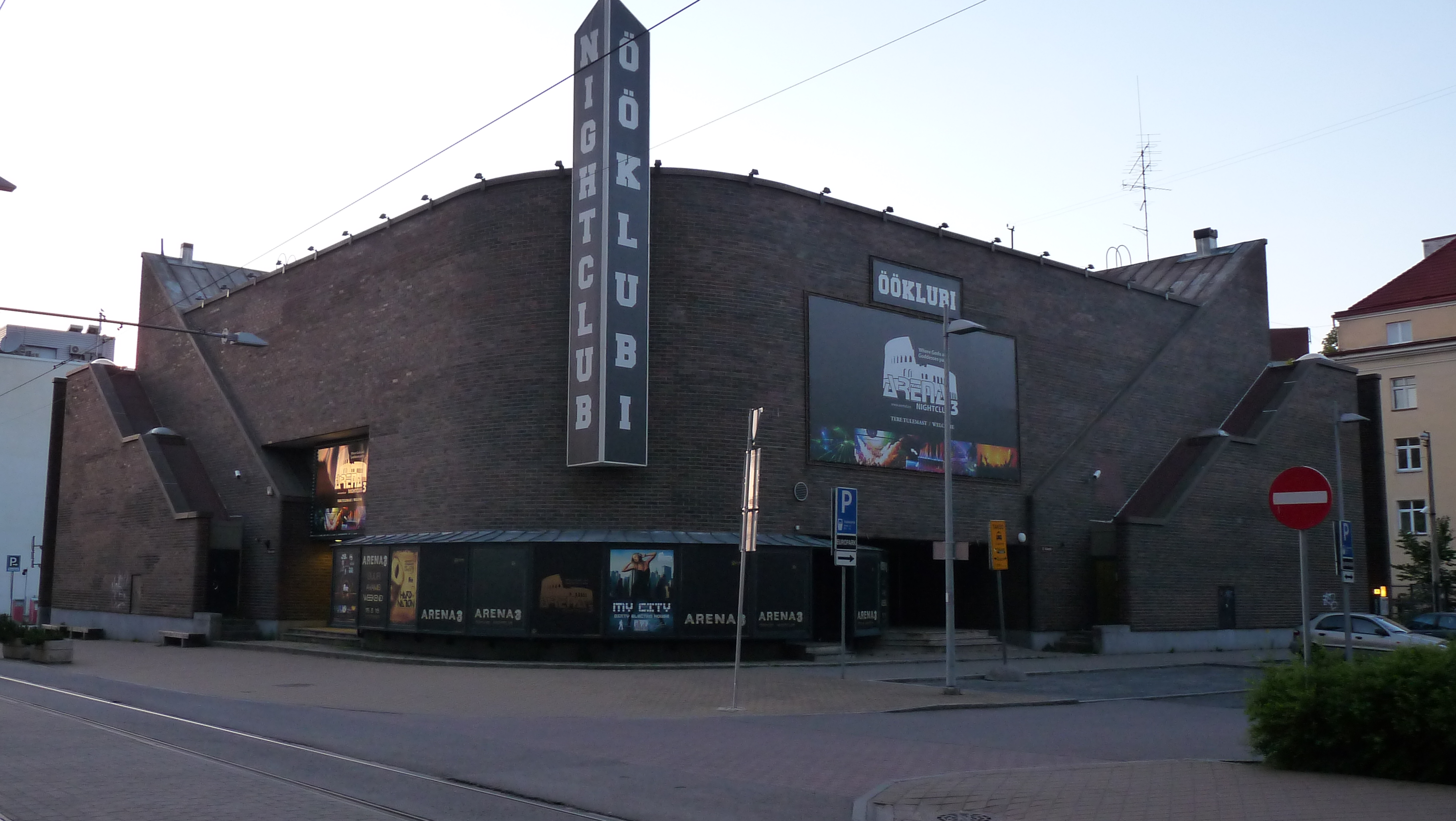
Salle de concert et discothèque.